# Campeonato Europeo de Piragüismo en Aguas Tranquilas de 2012
El XIV Campeonato Europeo de Piragüismo en Aguas Tranquilas se celebró en Zagreb (Croacia) entre el 22 y el 26 de junio de 2012 bajo la organización de la Asociación Europea de Piragüismo (ECA) y la Federación Croata de Piragüismo.
Las competiciones se realizaron en el canal de piragüismo acondicionado en el lago Jarun, al sudoeste de la capital croata.

## Medallistas

### Masculino
| Evento            | Oro | Plata                                                                                   | Bronce                                                                              |
| ----------------- | --- | --------------------------------------------------------------------------------------- | ----------------------------------------------------------------------------------- |
| K1 200 m (24.06)  | Marko Novaković Serbia 34,431 s                                                                           | Maxime Beaumont Francia 34,479 s                                                        | Edward McKeever Reino Unido 34,499 s                                                |
| K2 200 m (24.06)  | Liam Heath Jonathan Schofield Reino Unido 31,596                                                          | Ronald Rauhe · Jonas Ems · Alemania · 31,780                                            | Sebastian Szypuła · Dawid Putto · Polonia · 31,904                                  |
| K1 500 m (24.06)  | Anders Gustafsson · Suecia · 1:36,858                                                                     | Marek Twardowski · Polonia · Josef Dostál · República Checa · 1:36,988                  | —                                                                                   |
| K2 500 m (24.06)  | Arnaud Hybois Sébastien Jouve Francia 1:27,094                                                            | Duško Stanojević Dejan Pajić Serbia 1:27,27,382                                         | Raman Piatrushenka · Vadzim Majneu · Bielorrusia · 1:27,390                         |
| K1 1000 m (23.06) | Max Hoff · Alemania · 3:27,214                                                                            | René Holten Poulsen Dinamarca 3:29,326                                                  | Francisco Cubelos Sánchez · España · 3:29,422                                       |
| K2 1000 m (23.06) | Rudolf Dombi · Roland Kökény · Hungría · 3:13,981                                                         | Martin Hollstein · Andreas Ihle · Alemania · 3:15,011                                   | Peter Gelle · Erik Vlček · Eslovaquia · 3:15,551                                    |
| K4 1000 m (24.06) | Kim Wraae Knudsen René Holten Poulsen Emil Stær Kasper Bleibach Dinamarca 2:51,947                        | Traian Neagu · Toni Ioneticu · Ștefan Vasile · Petruș Gavrilă · Rumania · 2:52,239      | Milenko Zorić Ervin Holpert Aleksandar Aleksić Dejan Terzić Serbia 2:52,959         |
| K1 5000 m (24.06) | Aleh Yurenia · Bielorrusia · 20:33,221                                                                    | Max Hoff · Alemania · 20:34,245                                                         | Milán Noé · Hungría · 21:10,717                                                     |
| C1 200 m (24.06)  | Valentin Demianenko Azerbaiyán 38,752                                                                     | Alfonso Benavides · España · 38,968                                                     | Jevgenij Šuklin · Lituania · 39,060                                                 |
| C2 200 m (24.06)  | Raimundas Labuckas · Tomas Gadeikis · Lituania · 35,956                                                   | Dzmitri Rabchanka · Aliaxandr Vauchetski · Bielorrusia · 36,820                         | Daniele Santini · Luca Incollingo · Italia · 37,472                                 |
| C1 500 m (24.06)  | Mathieu Goubel Francia 1:47,495                                                                           | Martin Fuksa · República Checa · 1:48,211                                               | David Cal Figueroa · España · 1:48,567                                              |
| C2 500 m (24.06)  | Jaroslav Radoň · Filip Dvořák · República Checa · 1:39,564                                                | Alexandru Dumitrescu · Victor Mihalachi · Rumania · 1:40,028                            | Vitali Verheles · Denys Kamerylov · Ucrania · 1:40,792                              |
| C1 1000 m (23.06) | Sebastian Brendel · Alemania · 3:50,726                                                                   | Mathieu Goubel Francia 3:51,462                                                         | Aliaxandr Zhukouski · Bielorrusia · 3:54,102                                        |
| C2 1000 m (23.06) | Alexandru Dumitrescu · Victor Mihalachi · Rumania · 3:35,020                                              | Peter Kretschmer · Kurt Kuschela · Alemania · 3:35,544                                  | Andrei Bahdanovich · Aliaxandr Bahdanovich · Bielorrusia · 3:35,744                 |
| C4 1000 m (24.06) | Dzmitri Rabchanka · Dzmitri Vaitsishkin · Dzianis Harazha · Aliaxandr Vauchetski · Bielorrusia · 3:22,139 | Iosif Chirilă · Cătălin Costache · Mihail Simion · Florin Comănici · Rumania · 3:23,551 | Márton Tóth · Róbert Mike · Henrik Vasbányai · Szabolcs Németh · Hungría · 3:25,799 |
| C1 5000 m (24.06) | Florin Comănici · Rumania · 22:55,509                                                                     | Manuel Antonio Campos · España · 23:21,833                                              | Matej Rusnák · Eslovaquia · 23:31,905                                               |

### Femenino
| Evento            | Oro                                                                                              | Plata                                                                                       | Bronce                                                                                   |
| ----------------- | ------------------------------------------------------------------------------------------------ | ------------------------------------------------------------------------------------------- | ---------------------------------------------------------------------------------------- |
| K1 200 m (24.06)  | Natasa Dusev-Janics · Hungría · 39,372 s                                                         | Marta Walczykiewicz · Polonia · 39,652 s                                                    | Teresa Portela Portugal 40,376 s                                                         |
| K2 200 m (24.06)  | Franziska Weber · Tina Dietze · Alemania · 35,878                                                | Volha Judzenka · Maryna Pautaran · Bielorrusia · 35,994                                     | Joana Vasconcelos Beatriz Gomes Portugal 36,154                                          |
| K1 500 m (24.06)  | Katrin Wagner-Augustin · Alemania · 1:49,300                                                     | Danuta Kozák · Hungría · 1:49,948                                                           | Špela Ponomarenko Eslovenia 1:51,252                                                     |
| K2 500 m (24.06)  | Katalin Kovács · Natasa Dusev-Janics · Hungría · 1:38,704                                        | Volha Judzenka · Maryna Pautaran · Bielorrusia · 1:39,144                                   | Karolina Naja · Beata Mikołajczyk · Polonia · 1:39,292                                   |
| K4 500 m (23.06)  | Carolin Leonhardt · Franziska Weber · Katrin Wagner-Augustin · Tina Dietze · Alemania · 1:32,176 | Iryna Pamialova · Nadzeya Papok · Volha Judzenka · Maryna Pautaran · Bielorrusia · 1:33,356 | Gabriella Szabó · Danuta Kozák · Katalin Kovács · Krisztina Fazekas · Hungría · 1:34,832 |
| K1 1000 m (23.06) | Małgorzata Wardowicz · Polonia · 4:01,023                                                        | Silke Hörmann · Alemania · 4:02,251                                                         | Ana Roxana Lehaci · Austria · 4:02,867                                                   |
| K2 1000 m (23.06) | Karolina Naja · Beata Mikołajczyk · Polonia · 3:39,096                                           | Anna Kárász · Ninetta Vad · Hungría · 3:40,740                                              | Beatriz Manchón Portillo · Jana Šmidáková · España · 3:41,760                            |
| K1 5000 m (24.06) | Renáta Csay · Hungría · 22:46,576                                                                | Eva Barrios Marcos · España · 23:00,888                                                     | Katrin Wagner-Augustin · Alemania · 23:01,440                                            |
| C1 200 m (24.06)  | Staniliya Stamenova Bulgaria 48,916                                                              | Sophie Cordelier Francia 50,088                                                             | Olha Alojina · Ucrania · 50,104                                                          |

## Medallero
| Núm. | País            | Oro | Plata | Bronce | Total |
| ---- | --------------- | --- | ----- | ------ | ----- |
| 1    | Alemania        | 5   | 5     | 1      | 11    |
| 2    | Hungría         | 4   | 2     | 3      | 9     |
| 3    | Bielorrusia     | 2   | 4     | 3      | 9     |
| 4    | Francia         | 2   | 3     | 0      | 5     |
| 5    | Rumania         | 2   | 3     | 0      | 5     |
| 6    | Polonia         | 2   | 2     | 2      | 6     |
| 7    | República Checa | 1   | 2     | 0      | 3     |
| 8    | Serbia          | 1   | 1     | 1      | 3     |
| 9    | Dinamarca       | 1   | 1     | 0      | 2     |
| 10   | Lituania        | 1   | 0     | 1      | 2     |
| 10   | Reino Unido     | 1   | 0     | 1      | 2     |
| 12   | Azerbaiyán      | 1   | 0     | 0      | 1     |
| 12   | Bulgaria        | 1   | 0     | 0      | 1     |
| 12   | Suecia          | 1   | 0     | 0      | 1     |
| 15   | España          | 0   | 3     | 3      | 6     |
| 16   | Eslovaquia      | 0   | 0     | 2      | 2     |
| 16   | Portugal        | 0   | 0     | 2      | 2     |
| 16   | Ucrania         | 0   | 0     | 2      | 2     |
| 19   | Austria         | 0   | 0     | 1      | 1     |
| 19   | Eslovenia       | 0   | 0     | 1      | 1     |
| 19   | Italia          | 0   | 0     | 1      | 1     |
|      | TOTAL           | 25  | 26    | 24     | 75    |